# Petit Suchet
Pour les articles homonymes, voir Suchet.
Le Petit Suchet, aussi appelé puy de l'Aumône,, est un volcan éteint de la chaîne des Puys culminant à 1 198 mètres d'altitude, dans le département du Puy-de-Dôme, en région Auvergne-Rhône-Alpes, en France.

## Géographie
Le Petit Suchet est situé dans le centre de la France, dans le centre de la chaîne des Puys, au sud-ouest de Clermont-Ferrand. Il est immédiatement entouré par le Cliersou au nord, le puy Pariou au nord-est, le puy de Dôme au sud et le Grand Suchet auquel il est accolé à l'ouest. Administrativement, le Petit Suchet se trouve sur la commune d'Orcines dont le bourg se trouve à l'est.
Il culmine à 1 198 mètres d'altitude ; ses pentes régulières sont couvertes de végétation boisée jusqu'à mi-hauteur, à une altitude approximative de 1 150 mètres au nord et au sud et vers 1 000 mètres à l'est où elle forme le bois de Fontmagnie. Les GR 4 et 441 passent au pied du Petit Suchet au sud. Plusieurs autres sentiers relié à ces deux GR en partent et permettent d'atteindre le sommet du Petit Suchet ou encore le petit col séparant le Grand du Petit Suchet. Depuis ce col, un sentier en cul-de-sac permet d'accéder au sommet du Grand Suchet par sa face est.
Le Petit Suchet est un dôme de lave, une extrusion de magma très visqueux accumulé à son point de sortie, de type péléen. Il est composé de domite, une trachyte caractéristique de la chaîne des Puys. Cette domite contient plus de feldspath et d'amphibole que celle du puy de Dôme. Elle est, par endroits, recouverte de pouzzolanes, de scories provenant du Grand Suchet et de ponces expulsées par le puy Pariou lors de sa dernière éruption. En quelques endroits sont présentes des traces d'une couche alluviale très peu dense et composée de basalte, de granite, de feldspath, de quartz et de ponce friable. Des grottes s'ouvrent sur ses flancs au sud et au sud-est de son sommet.

## Histoire
Aucune éruption n'est répertoriée sur le Petit Suchet. Des carrières de trachyte ont été exploitées sur le Petit Suchet au cours de l'époque gallo-romaine et du Haut Moyen Âge.

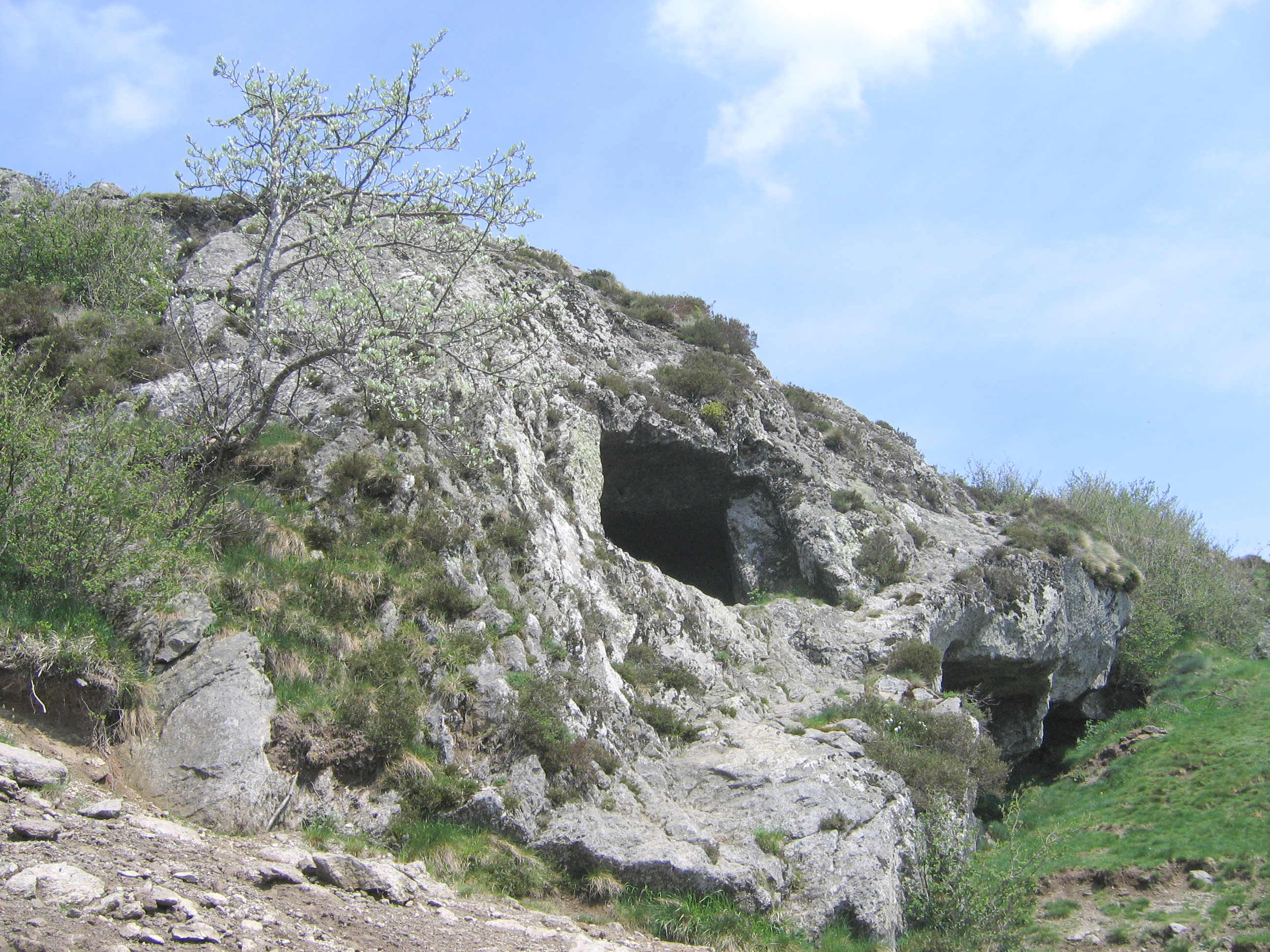
Grotte, en réalité, carrière d'exploitation de domite, datant de l'époque gallo-romaine et du Haut Moyen Âge.